# Webcam
Et webcam eller webkamera er et digitalt kamera, der er forbundet til World Wide Web (WWW) – og det viser i realtid et billede af et objekt. Dette levende billede kan til enhver tid betragtes gennem en normal WWW-browser. Som ved andre optagelser er lyden en valgmulighed.
Normalt tages der et billede med et bestemt interval, men med højere transmission, ADSL-linjer mv. er der ikke noget i vejen for, at det kan udvikles til egentlig digital video. Verdens første webcam viste en kaffekolbe i datalogiafdelingen på Cambridge Universitet, men også de kolde drikkeautomater har været populære objekter. Der er utallige anvendelsesmuligheder for webcams, herunder vejrobservation, trafikrapportering, samtaler osv.
Vestre Landsret har i juni 2005 stadfæstet en dom fra Retten i Frederikshavn, hvor et webkamera blev anset til ulovlig overvågning af et offentligt område – i dette tilfælde Vesterø Havn på Læsø.

## Historie
Det først kendte webkamera var kameraet i computerlaboratoriet på Cambridge University. Kameraet overvågede Trojan Room-kaffemaskinen fra 1991 til 2001.
Kort før årtusindskiftet placerede dagbladet Politiken et webkamera, der pegede på Rådhuspladsen i København. Tanken var at give alle lejlighed til at følge nytårsfestlighederne på pladsen, uanset hvor i verden man befandt sig denne aften. Men kameraet er blevet stående også efter årtusindskiftet, fordi man fortsat gerne vil give alle mulighed for at følge livet på Københavns store plads.